# William Stanley Haseltine

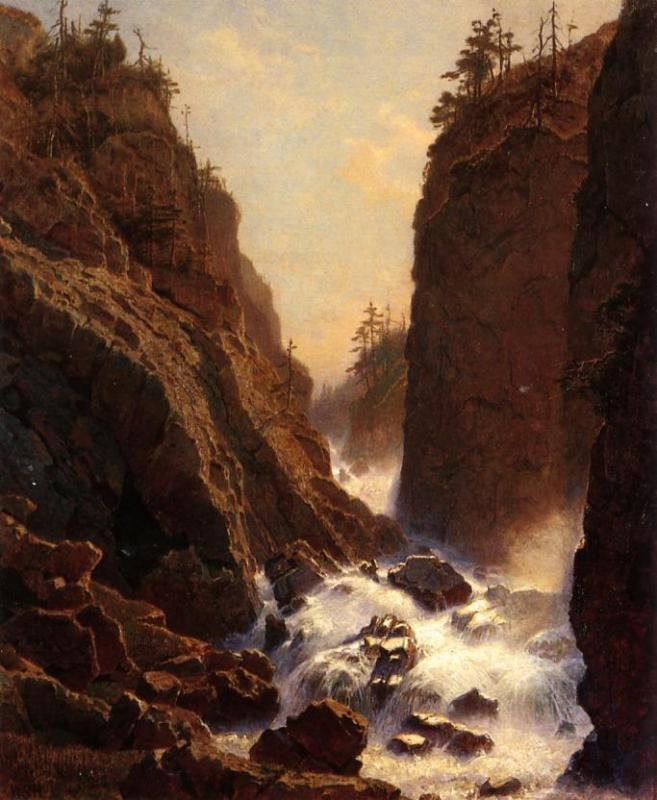
Kaskada

William Stanley Haseltine (ur. 11 czerwca 1835, zm. 3 lutego 1900) – amerykański malarz pejzażysta, przedstawiciel Hudson River School.
Urodził się w Filadelfii w rodzinie biznesmena, jego matka amatorsko malowała pejzaże. Studiował kolejno na Uniwersytecie Pensylwanii i Harvarda. Naukę zakończył w 1854, w następnym roku miał pierwszą wystawę w Akademii Sztuk Pięknych w Filadelfii. Następnie wyjechał do Europy, mieszkał w Düsseldorfie, w 1857 przeniósł się do Rzymu. Dużo malował i szkicował wędrując po Włoszech.
Po powrocie do Ameryki osiadł w Nowym Jorku, początkowo malował pejzaże na podstawie szkiców wykonanych w czasie pobytu w Europie. Później zainteresował się krajobrazami Nowej Anglii, Rhode Island, Massachusetts i Maine. W 1861 został wybrany pełnym członkiem National Academy of Design.
Po śmierci pierwszej żony w 1864, ożenił się ponownie dwa lata później. W 1867 wyjechał na stałe do Europy i osiedlił się w Rzymie. Od tego czasu zajął się wyłącznie malowaniem europejskich krajobrazów, wiele podróżował m.in. do Francji, Holandii i Niemiec. Zmarł na zapalenie płuc w 1900 r. w Rzymie.